# Bernhard Rozic
Bernhard Rozic (* 4. Februar 1976) ist ein ehemaliger deutscher American-Football-Spieler.

## Laufbahn
Rozic gewann 1996 mit den Hamburg Blue Devils die deutsche Meisterschaft sowie 1996 und 1997 den Eurobowl. 1998 wechselte er zusammen mit Trainer Kirk Heidelberg und weiteren Hamburger Spielern zu den Cologne Crocodiles. Nach einem Jahr im Rheinland kam Rozic, ein 1,90 Meter großer Verteidigungsspieler, zu den Hamburgern zurück. Bis zum Ende seiner Spielerzeit bei den Blauen Teufeln im Jahr 2003 wurde er mit der Mannschaft noch dreimal deutscher Meister (2001, 2002, 2003). Jeweils zwischen April und Juni nahm Rozic zusätzlich am Spielbetrieb der NFL Europe teil und stand dort 2001 sowie in Teilen der 2002er Saison bei den Amsterdam Admirals und in Teilen des Spieljahres 2002 bei Rhein Fire unter Vertrag.
Mit Deutschlands Nationalmannschaft stand Rozic bei der Europameisterschaft 2000 im Endspiel, verlor die in Hamburg ausgetragene Begegnung gegen Finnland aber mit 29:30.
Als Trainer arbeitete Rozic bei den Blue Devils in der GFL im Stab von Cheftrainer Maximilian von Garnier, seinem ehemaligen Mannschaftskameraden, und leitete dort die Defensive Line an. Beruflich wurde er in Hamburg als Geschäftsführer eines Sportstudios tätig.